# Marcel Utembi Tapa
Marcel Utembi Tapa (Luma, 7 januari 1959) is een Congolese rooms-katholiek geestelijke en prelaat en sinds 2008 aartsbisschop van Kisangani.

## Biografie
Utembi Tapa werd geboren in 1959 in Luma in de Collectivité des Alur Djuganda van de territoire Mahagi in de provincie Ituri. Hij was het zesde kind in een groot gezin van acht kinderen, van wie er drie zijn overleden. Zijn vader, Alphonse Ucamker, stierf in maart 1993 en zijn moeder, Candide Nyameli, stierf in september 2015.
Na zijn lagere opleiding ging hij van 1977 tot 1980 naar het grootseminarie voor filosofie van het Sint-Augustinusfilosofaat in Kisangani en vervolgens van 1980 tot 1984 studeerde hij theologie aan het Sint-Cypriotische Theologaat in Bunia. Hij studeerde van 1990 tot 1993 af in het canoniek recht aan de Facultés Catholiques du Congo (sinds 2009 de Université catholique du Congo) en werd vervolgens van 1996 tot 1999 doctor in het canoniek recht aan de Université Saint-Paul in Ottawa (Canada).
De bisschop van Mahagi-Niokau, Alphonse-Marie Runiga Musanganya, wijdde hem op 29 juni 1984 tot priester. Tussen 1984 en 1989 was hij docent aan het Klein Seminarie van St. Johannes XXIII in Vida. Van 1989 tot 1990 was hij parochieadministrator van Regina Pacis d'Angumu. Van 1993 tot 1996 was hij secretaris-kanselier van het bisdom Mahagi en van 1999 tot 2001 was hij vicaris-generaal in het bisdom Mahagi-Nioka.
Paus Johannes Paulus II benoemde hem op 16 oktober 2001 tot bisschop van Mahagi-Niokau. De paus zelf wijdde hem op 6 januari van het volgende jaar in Rome tot bisschop; Mede-consecrators waren Robert Sarah, secretaris van de Congregatie voor de Evangelisatie van de Volkeren, en Leonardo Sandri, substituut van de eerste afdeling van het Staatssecretariaat van de Heilige Stoel. Van juni 2002 tot juni 2005 was hij ook lid van de Bisschoppelijke Commissie voor de Instituten van Godgewijd Leven en van juni 2005 tot juni 2011 van de Bisschoppelijke Commissie voor Juridische Zaken.
Van november 2007 tot november 2008 was hij apostolisch administrator van Kisangani. Op 28 november 2008 werd hij door paus Benedictus XVI benoemd tot aartsbisschop van Kisangani. De inhuldiging vond plaats op 25 januari van het volgende jaar. Van juni 2011 tot juni 2016 was hij vicevoorzitter van de Raad van Bestuur van de Université catholique du Congo en vicevoorzitter van de Bisschoppelijke Commissie Caritas-Ontwikkeling. Bovendien werd hij op 21 september 2011 benoemd tot apostolisch administrator van het bisdom Isangi, een functie die hij tot 2016 bekleedde.
In 2010 werd Sosthène Ayikuli Udjuwa aangeduid als zijn opvolger in het Bisdom Mahagi–Nioka, die hij zelf tot bisschop wijdde in 2011.
Hij werd in 2016 de voorzitter van de Conférence Épiscopale Nationale du Congo en hiermee ook grootkanselier van de Université catholique du Congo en lid van de Vereniging van Bisschoppenconferenties van Centraal-Afrika (ACEAC).